# 4.ª etapa do Giro d'Italia de 2022
A 4.ª etapa do Giro d'Italia de 2022 teve lugar a 10 de maio de 2022 entre Avola e Etna sobre um percurso de 172 km. O vencedor foi o alemão Lennard Kämna da equipa Bora-Hansgrohe, quem impôs-se ao sprint ao novo líder da prova, o espanhol Juan Pedro López da equipa Trek-Segafredo.

## Classificação da etapa
| Avola - Etna | alta montanha | (172 km) |

| \| Classificação por etapas \| Classificação por etapas \| Classificação por etapas \| Classificação por etapas \| Classificação por etapas \| \| Ciclista \| Ciclista \| Equipe \| Tempo \| \| \| ------------------------ \| ------------------------ \| ---------------------------------- \| ------------------------ \| ------------------------ \| \| 1. \| Lennard Kämna \| Bora-Hansgrohe \| 4h32m11s \| \| \| 2. \| Juan Pedro López \| Trek-Segafredo \| + 0s \| \| \| 3. \| Rein Taaramäe \| Intermarché-Wanty-Gobert Matériaux \| + 34s \| \| \| 4. \| Sylvain Moniquet \| Lotto-Soudal \| + 2m12s \| \| \| 5. \| Mauri Vansevenant \| Quick-Step Alpha Vinyl \| + 2m12s \| \| \| 6. \| Gijs Leemreize \| Jumbo-Visma \| + 2m31s \| \| \| 7. \| Richard Carapaz \| Ineos Grenadiers \| + 2m37s \| \| \| 8. \| Romain Bardet \| Team DSM \| + 2m37s \| \| \| 9. \| Pello Bilbao \| Bahrain Victorious \| + 2m37s \| \| \| 10. \| João Almeida \| UAE Team Emirates \| + 2m37s \| \| |                   |                                    |          |
| |                   |                                    |          |
| Fonte: ProCyclingStats |                   |                                    |          |
| Classificação por etapas |                   |                                    |          |
| Ciclista | Ciclista          | Equipe                             | Tempo    |
| 1. | Lennard Kämna     | Bora-Hansgrohe                     | 4h32m11s |
| 2. | Juan Pedro López  | Trek-Segafredo                     | + 0s     |
| 3. | Rein Taaramäe     | Intermarché-Wanty-Gobert Matériaux | + 34s    |
| 4. | Sylvain Moniquet  | Lotto-Soudal                       | + 2m12s  |
| 5. | Mauri Vansevenant | Quick-Step Alpha Vinyl             | + 2m12s  |
| 6. | Gijs Leemreize    | Jumbo-Visma                        | + 2m31s  |
| 7. | Richard Carapaz   | Ineos Grenadiers                   | + 2m37s  |
| 8. | Romain Bardet     | Team DSM                           | + 2m37s  |
| 9. | Pello Bilbao      | Bahrain Victorious                 | + 2m37s  |
| 10. | João Almeida      | UAE Team Emirates                  | + 2m37s  |

## Classificações ao final da etapa

### Classificação geral(Maglia Rosa)
| \| Classificação geral \| Classificação geral \| Classificação geral \| Classificação geral \| Classificação geral \| \| Ciclista \| Ciclista \| Equipe \| Tempo \| \| \| ------------------- \| ------------------- \| ---------------------------------- \| ------------------- \| ------------------- \| \| 1. \| Juan Pedro López \| Trek-Segafredo \| 14h17m07s \| \| \| 2. \| Lennard Kämna \| Bora-Hansgrohe \| + 39s \| \| \| 3. \| Rein Taaramäe \| Intermarché-Wanty-Gobert Matériaux \| + 58s \| \| \| 4. \| Simon Yates \| BikeExchange-Jayco \| + 1m42s \| \| \| 5. \| Mauri Vansevenant \| Quick-Step Alpha Vinyl \| + 1m47s \| \| \| 6. \| Wilco Kelderman \| Bora-Hansgrohe \| + 1m55s \| \| \| 7. \| Pello Bilbao \| Bahrain Victorious \| + 2m00s \| \| \| 8. \| João Almeida \| UAE Team Emirates \| + 2m00s \| \| \| 9. \| Richie Porte \| Ineos Grenadiers \| + 2m04s \| \| \| 10. \| Romain Bardet \| Team DSM \| + 2m06s \| \| |                   |                                    |           |
| |                   |                                    |           |
| Fonte: ProCyclingStats |                   |                                    |           |
| Classificação geral |                   |                                    |           |
| Ciclista | Ciclista          | Equipe                             | Tempo     |
| 1. | Juan Pedro López  | Trek-Segafredo                     | 14h17m07s |
| 2. | Lennard Kämna     | Bora-Hansgrohe                     | + 39s     |
| 3. | Rein Taaramäe     | Intermarché-Wanty-Gobert Matériaux | + 58s     |
| 4. | Simon Yates       | BikeExchange-Jayco                 | + 1m42s   |
| 5. | Mauri Vansevenant | Quick-Step Alpha Vinyl             | + 1m47s   |
| 6. | Wilco Kelderman   | Bora-Hansgrohe                     | + 1m55s   |
| 7. | Pello Bilbao      | Bahrain Victorious                 | + 2m00s   |
| 8. | João Almeida      | UAE Team Emirates                  | + 2m00s   |
| 9. | Richie Porte      | Ineos Grenadiers                   | + 2m04s   |
| 10. | Romain Bardet     | Team DSM                           | + 2m06s   |

### Classificação por pontos(Maglia Ciclamino)
| Classificação por pontos | Classificação por pontos | Classificação por pontos           | Classificação por pontos | Classificação por pontos |
| Ciclista                 | Ciclista                 | Equipe                             | Pontos                   |                          |
| ------------------------ | ------------------------ | ---------------------------------- | ------------------------ | ------------------------ |
| 1.                       | Mathieu van der Poel     | Alpecin-Fenix                      | 62 pts                   |                          |
| 2.                       | Biniam Girmay            | Intermarché-Wanty-Gobert Matériaux | 55 pts                   |                          |
| 3.                       | Mark Cavendish           | Quick-Step Alpha Vinyl             | 53 pts                   |                          |
| 4.                       | Arnaud Démare            | Groupama-FDJ                       | 44 pts                   |                          |
| 5.                       | Fernando Gaviria         | UAE Team Emirates                  | 32 pts                   |                          |
| 6.                       | Pello Bilbao             | Bahrain Victorious                 | 27 pts                   |                          |
| 7.                       | Filippo Tagliani         | Drone Hopper-Androni Giocattoli    | 24 pts                   |                          |
| 8.                       | Lennard Kämna            | Bora-Hansgrohe                     | 22 pts                   |                          |
| 9.                       | Wilco Kelderman          | Bora-Hansgrohe                     | 18 pts                   |                          |
| 10.                      | Magnus Cort              | EF Education-EasyPost              | 18 pts                   |                          |

### Classificação da montanha(Maglia Azzurra)
| Classificação da montanha | Classificação da montanha | Classificação da montanha          | Classificação da montanha | Classificação da montanha |
| Ciclista                  | Ciclista                  | Equipe                             | Pontos                    |                           |
| ------------------------- | ------------------------- | ---------------------------------- | ------------------------- | ------------------------- |
| 1.                        | Lennard Kämna             | Bora-Hansgrohe                     | 40 pts                    |                           |
| 2.                        | Juan Pedro López          | Trek-Segafredo                     | 18 pts                    |                           |
| 3.                        | Rein Taaramäe             | Intermarché-Wanty-Gobert Matériaux | 12 pts                    |                           |
| 4.                        | Sylvain Moniquet          | Lotto-Soudal                       | 9 pts                     |                           |
| 5.                        | Mauri Vansevenant         | Quick-Step Alpha Vinyl             | 6 pts                     |                           |
| 6.                        | Pascal Eenkhoorn          | Jumbo-Visma                        | 5 pts                     |                           |
| 7.                        | Rick Zabel                | Israel-Premier Tech                | 5 pts                     |                           |
| 8.                        | Gijs Leemreize            | Jumbo-Visma                        | 4 pts                     |                           |
| 9.                        | Mathieu van der Poel      | Alpecin-Fenix                      | 3 pts                     |                           |
| 10.                       | Richard Carapaz           | Ineos Grenadiers                   | 2 pts                     |                           |

### Classificação dos jovens(Maglia Bianca)
| Classificação dos jovens | Classificação dos jovens | Classificação dos jovens | Classificação dos jovens | Classificação dos jovens |
| Ciclista                 | Ciclista                 | Equipe                   | Tempo                    |                          |
| ------------------------ | ------------------------ | ------------------------ | ------------------------ | ------------------------ |
| 1.                       | Juan Pedro López         | Trek-Segafredo           | 14h17m07s                |                          |
| 2.                       | Mauri Vansevenant        | Quick-Step Alpha Vinyl   | + 1m47s                  |                          |
| 3.                       | João Almeida             | UAE Team Emirates        | + 2m00s                  |                          |
| 4.                       | Thymen Arensman          | Team DSM                 | + 2m15s                  |                          |
| 5.                       | Santiago Buitrago        | Bahrain Victorious       | + 2m18s                  |                          |
| 6.                       | Iván Ramiro Sosa         | Movistar Team            | + 3m05s                  |                          |
| 7.                       | Pavel Sivakov            | Ineos Grenadiers         | + 3m14s                  |                          |
| 8.                       | Simon Carr               | EF Education-EasyPost    | + 3m26s                  |                          |
| 9.                       | Stefano Oldani           | Alpecin-Fenix            | + 3m35s                  |                          |
| 10.                      | Gijs Leemreize           | Jumbo-Visma              | + 4m06s                  |                          |

### Classificação por equipas"Super team"
| Classificação por equipes | Classificação por equipes          | Classificação por equipes | Classificação por equipes |
| Equipe                    | Equipe                             | Tempo                     |                           |
| ------------------------- | ---------------------------------- | ------------------------- | ------------------------- |
| 1.                        | Bora-Hansgrohe                     | 42h54m54s                 |                           |
| 2.                        | Intermarché-Wanty-Gobert Matériaux | + 2m17s                   |                           |
| 3.                        | Trek-Segafredo                     | + 2m47s                   |                           |
| 4.                        | Bahrain Victorious                 | + 3m03s                   |                           |
| 5.                        | Ineos Grenadiers                   | + 3m21s                   |                           |
| 6.                        | BikeExchange-Jayco                 | + 3m26s                   |                           |
| 7.                        | Movistar Team                      | + 6m03s                   |                           |
| 8.                        | Jumbo-Visma                        | + 6m39s                   |                           |
| 9.                        | Team DSM                           | + 8m06s                   |                           |
| 10.                       | Astana Qazaqstan Team              | + 9m43s                   |                           |

## Abandonos
- Miguel Ángel López (Astana Qazaqstan Team), aleijado de uma lesão na cadera,[2] não completou a etapa.
- Jakub Mareczko (Alpecin-Fenix) não completou a etapa.[3]